# Кузнечково (Московская область)
Кузнечково — деревня в городском округе Клин Московской области России.

## Население
| 1852 | 1859 | 1886 | 1890 | 1926 | 2002 | 2006 | 2010 |
| ---- | ---- | ---- | ---- | ---- | ---- | ---- | ---- |
| 384  | ↘371 | ↗412 | ↘403 | ↘278 | ↘12  | ↘9   | ↗22  |

## География
Деревня Кузнечково расположена на северо-западе Московской области, в южной части городского округа Клин, примерно в 14 км к югу от центра округа — города Клина, на левом берегу реки Чёрной (приток Истры), высота центра над уровнем моря — 233 м. В 3,5 км к востоку от деревни проходит Московское большое кольцо А108. В деревне пять улиц, зарегистрировано шесть садоводческих некоммерческих товариществ (СНТ). Связана автобусным сообщением с окружным центром. Ближайшие населённые пункты — Ситники в 2 км на восток и Бакланово в 1,5 км на север.

## История
В середине XIX века в деревне Кузнечикова государственных имуществ 2-го стана Клинского уезда Московской губернии было 48 дворов, крестьян 181 душа мужского пола и 203 души женского.
В «Списке населённых мест» 1862 года — казённая деревня 1-го стана Клинского уезда по правую сторону Звенигородского тракта, в 17 верстах от уездного города и 38 верстах от становой квартиры, при прудах, с 69 дворами и 371 жителем (168 мужчин, 203 женщины).
В 1886 году насчитывалось 72 двора, проживало 412 человек, был старообрядческий молитвенный дом Белокриницкого согласия, основанный не позднее начала XIX века. До наших дней не сохранился.
В 1890 году деревня с 403 жителями входила в состав Петровской волости Клинского уезда.
По данным на 1911 год число дворов составляло 74, имелась школа.
По материалам Всесоюзной переписи населения 1926 года — административный центр Кузнечковского сельсовета Петровской волости Клинского уезда, в 9,6 км от Клинско-Волоколамского шоссе и 10,7 км от станции Высоковск Октябрьской железной дороги; проживало 278 человек (120 мужчин, 158 женщин), насчитывалось 60 хозяйств, из которых 56 крестьянских.
С 1929 года — населённый пункт Московской области в составе:
- Кузнечковского сельсовета Клинского района (1929—1939, 1957—1960);
- Кузнечковского сельсовета Высоковского района (1939—1957);
- Малеевского сельсовета Клинского района (1960—1963, 1965—1994);
- Малеевского сельсовета Солнечногорского укрупнённого сельского района (1963—1965);
- Малеевского сельского округа Клинского района (1994—2006)[22][23];
- сельского поселения Нудольское Клинского района (2006—2017)[24];
- городского округа Клин (с 2017).